# Col·legi Sadiki
El Col·legi Sadiki (àrab: المدرسة الصادقية, al-Madrasa aṣ-Ṣādiqiyya) és un centre d'ensenyament secundari de Tunis, el primer centre d'ensenyament modern de Tunísia. Situat a la kasba de Tunis, va ser creat per un decret de l'1 de febrer de 1875 a iniciativa del gran visir de Sadok Bey, el general Kheireddine Pacha, després d'haver visitat França, on havia quedat seduït pel sistema educatiu francès.
Al seu moment, és el primer establiment tunisià que ofereix una educació moderna en àrab, francès, literatura, ciències, matemàtiques i l'estudi de l'Alcorà. L'ensenyament és gratuït i la seva capacitat original va ser de 150 alumnes, entre els quals n'hi havia una trentena d'internats.
A més de l'aura que li dona el seu passat gloriós, el Col·legi Sadiki deu part del seu prestigi a la seva ubicació, al districte de la kasba, dins de la medina de Tunis i al cor del complex governamental.

## Edifici
El col·legi es va instal·lar inicialment en una caserna de geníssers en desús, Sidi El Morjani, situada al carrer de l'Església, l'actual carrer de la mesquita Zituna, abans de traslladar-se a l'actual edifici construït per les autoritats del protectorat i inaugurat el 1901 pel resident general de França a Tunísia, a tocar de la kasba. L'edifici és obra de l'arquitecte francès Maillet, en un estil que combina la majestuositat dels edificis oficials francesos i les formes de l'arquitectura àrab tradicional.

## Innovació cultural

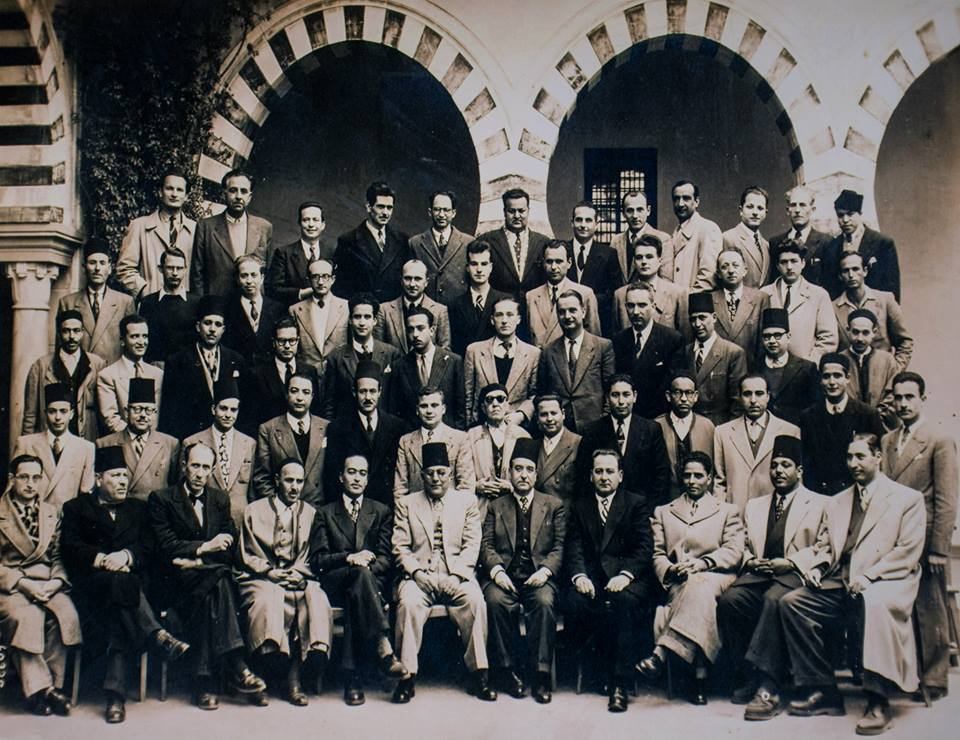
Professorat del col·legi a la dècada dels 1940.

Kheireddine Pasha el va crear amb la intenció de formar intèrprets i futurs funcionaris que haurien de gestionar el país, però també per oferir als estudiants lliçons de ciències i matemàtiques que serien «útils als musulmans sense ser contràries a la seva fe», tal com recullen els preliminars del decret de fundació del col·legi.
El col·legi va suposar una revolució en els àmbits intel·lectuals tunisians, perquè va introduir assignatures noves i totalment alienes a les que s'impartien a la veïna Universitat de la Zitouna.
Va acollir tant els fills dels notables de la ciutat com els dels comerciants, els petits funcionaris i fins i tot els obrers. Supervisat fins als anys 1970 per professors de França, l'ensenyament, amb un nivell lleugerament superior a la mitjana nacional, s'hi impartia en àrab i francès.

## Desenvolupament d'una nova elit

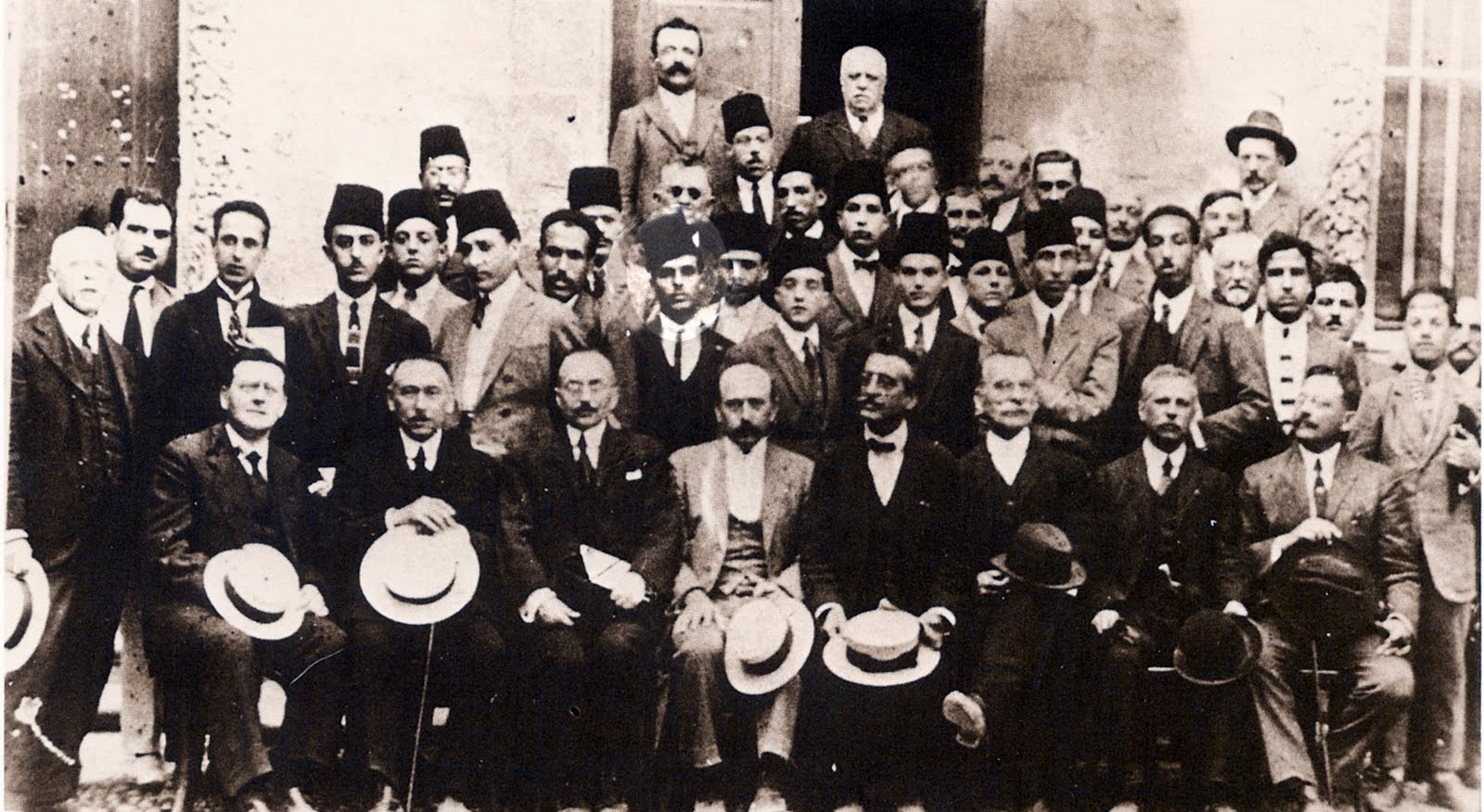
Estudiants, entre ells Habib Bourguiba, al final del seu curs de batxillerat de l'any 1924.

El col·legi va adquirir ràpidament un fort prestigi arreu del país i es va convertir en el planter d'una intel·lectualitat occidentalitzada amb esperit reivindicatiu i reformista. Gràcies al col·legi, les autoritats colonials van trobar funcionaris bilingües (en francès i àrab) que servien d'intermediaris amb la resta de la població tunisiana. Tanmateix, les autoritats van vigilar de prop el col·legi perquè temien el desenvolupament d'idees nacionalistes hostils al projecte colonial. Com va declarar Victor de Carnières, portaveu dels colons francesos a Tunísia, el 1902, «la difusió de l'educació secundària podria donar als nostres protegits tunisians idees que poc tenen a veure amb l'estat de subjecció política en què es troben i en què els nostres interessos ens exigeixen mantenir-los.»
Segons l'historiador Noureddine Sraïeb, els francesos van intentar utilitzar el col·legi per augmentar la influència francesa: «L'eliminació de les llengües italiana i turca de l'ensenyament al Col·legi Sadiki, en favor de la llengua francesa com a única llengua estrangera, que aviat suplantarà la pròpia llengua àrab, no és aliena a aquest objectiu. En efecte, imposant el francès a l'educació, les autoritats colonials volien augmentar la influència francesa entre els indígenes inculcant-los nous sistemes de valors que facilitessin la legitimació del nou ordre establert.» En la mateixa línia, al protectorat es va implantar un sistema escolar en dues seccions, una bilingüe en francès i àrab i l'altra monolingüe, només àrab.
Tot i la voluntat de convertir el col·legi en un instrument d'adhesió al sistema colonial, la resistència a l'ocupació francesa va néixer en gran part entre antics estudiants i de fet, molts dels polítics que van participar en les reformes del país després de la independència n'havien estat alumnes. Així, a la direcció política del Neo-Destour, «els antics alumnes del Col·legi Sadiki representen el 60% dels seus membres (92 persones) entre 1955 i 1969.» De fet, una gran part de l'elit tunisiana ha passat per les seves aules.
Després de la revolució tunisiana de 2010, es va escollir el Col·legi Sadiki per aparèixer a la nova emissió de bitllets de vint dinars, en substitució del número 7 que hi apareixia abans i que commemorava el cop d'estat del 7 de novembre de 1987. D'aquesta manera es volia mostrar el rebuig a l'antic règim i l'impuls a la identitat arabo-musulmana enfront de l'exaltació del modernisme tecnològic, però també el retorn de l'elit Neo-Destour al poder.

## Galeria d'imatges

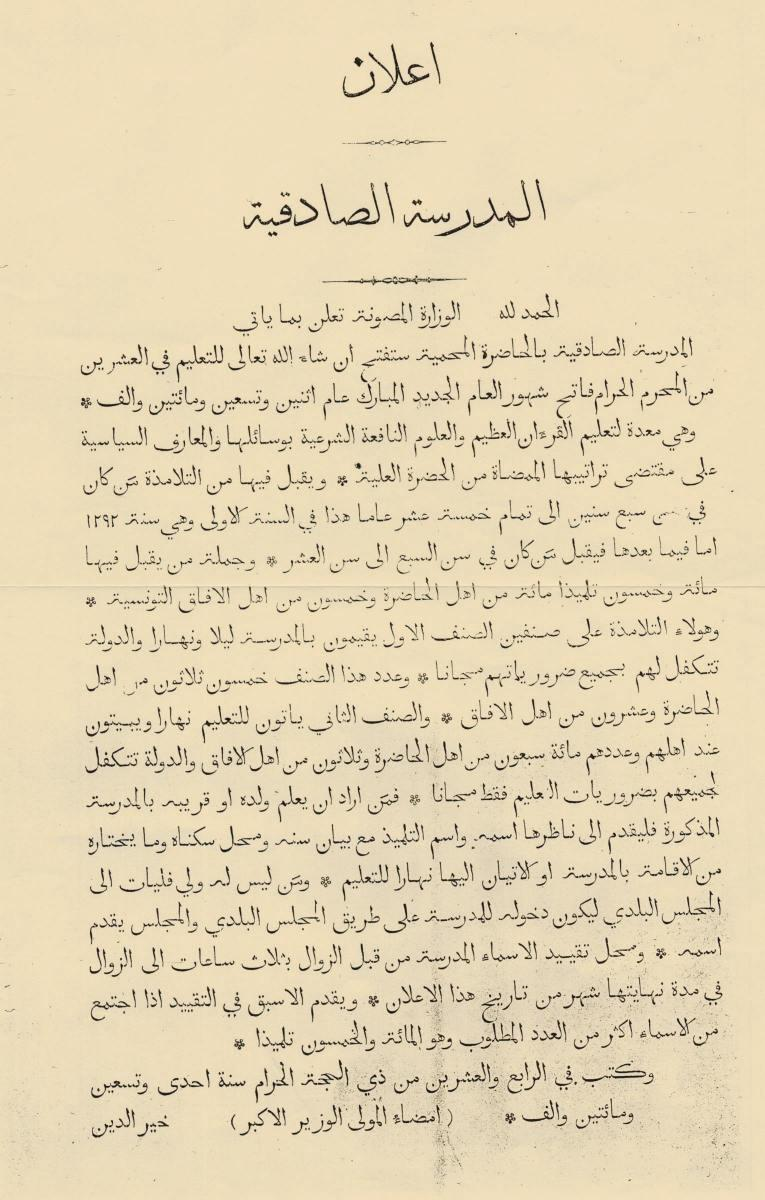
Declaració d’obertura de la universitat amb data d'11 de febrer de 1875, signada pel gran visir Kheireddine Pasha.
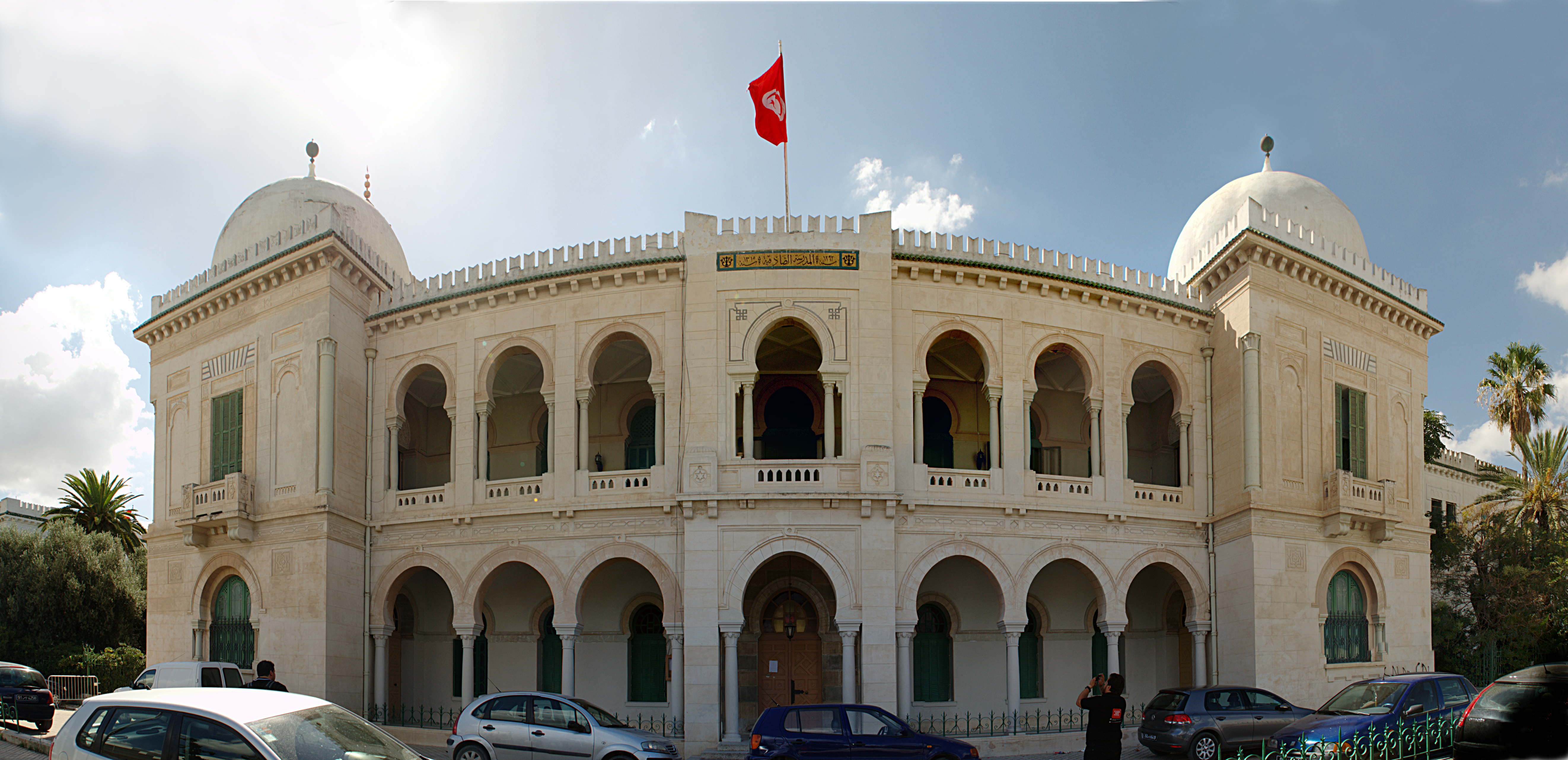
Façana de l'edifici actual.
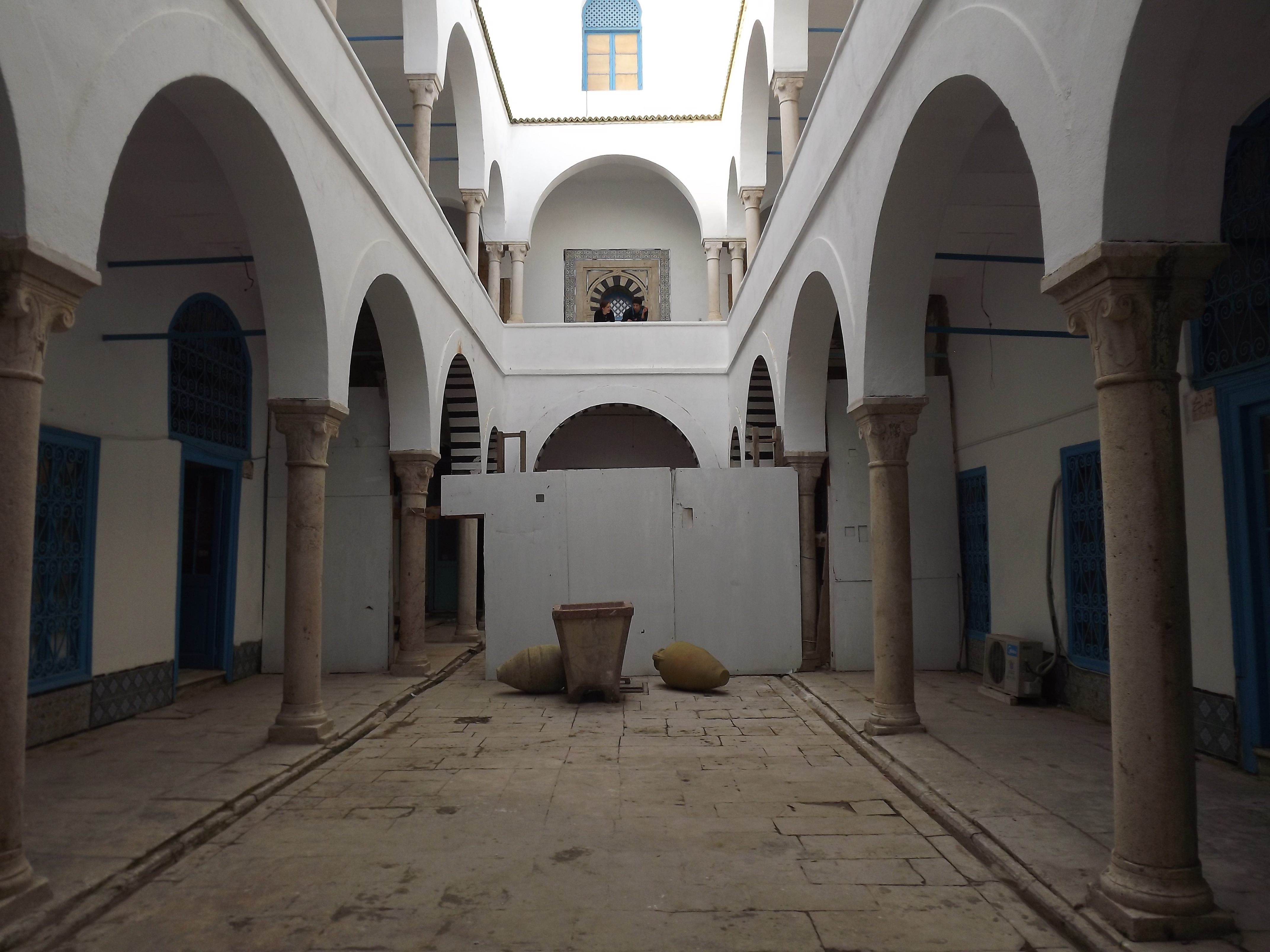
Barracons de Sidi El Morjani, primera ubicació del Col·legi Sadiki.
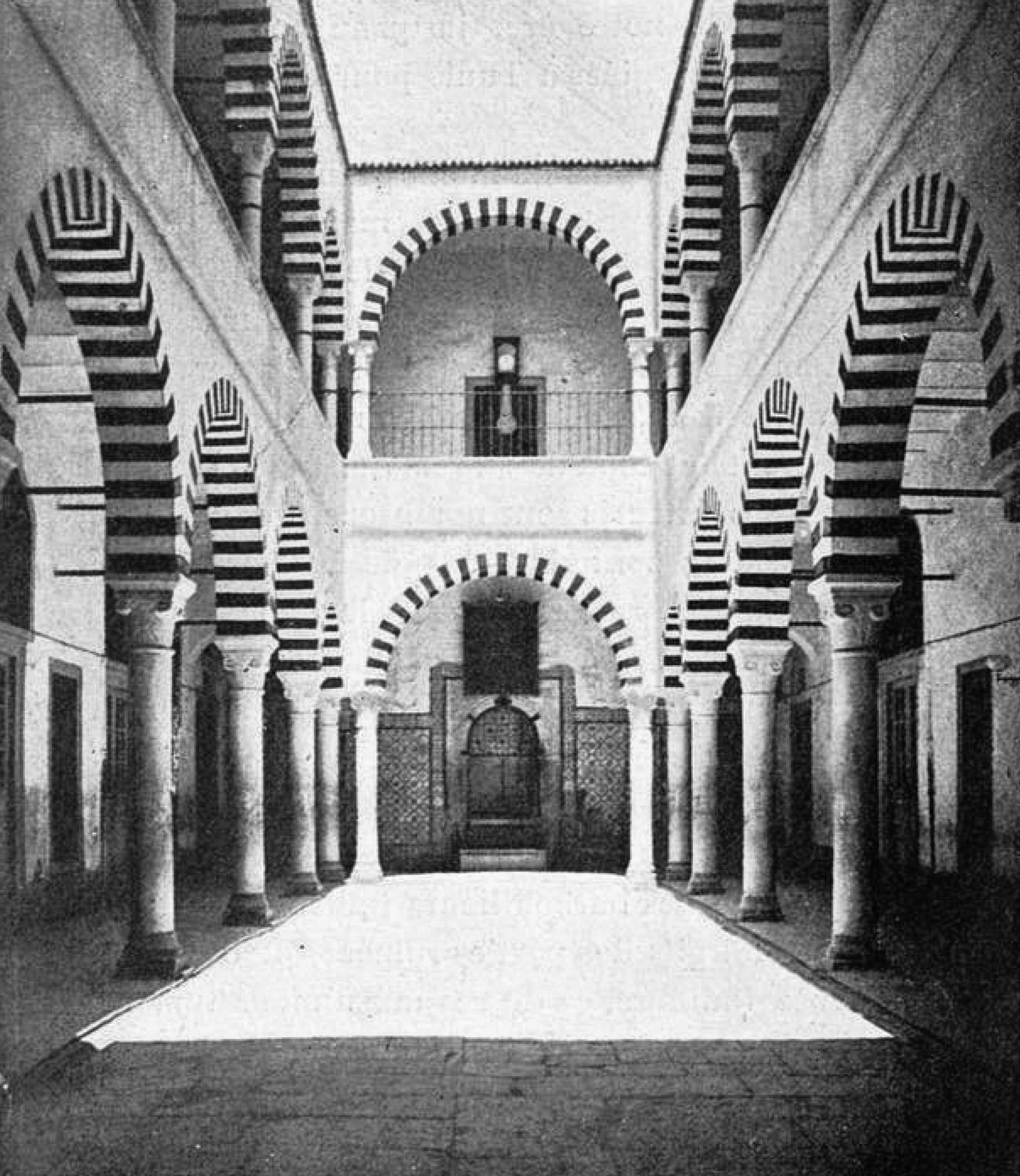
Antiga imatge del primer Col·legi Sadiki.